# Kotahalli, Krishnarajpet
Kotahalli là một làng thuộc tehsil Krishnarajpet, huyện Mandya, bang Karnataka, Ấn Độ.